# Arifat
Arifat is een gemeente in het Franse departement Tarn (regio Occitanie) en telt 158 inwoners (1999). De plaats maakt deel uit van het arrondissement Castres.

## Geografie
De oppervlakte van Arifat bedraagt 21,4 km², de bevolkingsdichtheid is 7,4 inwoners per km².
De onderstaande kaart toont de ligging van Arifat met de belangrijkste infrastructuur en aangrenzende gemeenten.

## Demografie
Onderstaande figuur toont het verloop van het inwonertal (bron: INSEE-tellingen).